# 20代最in!
《20代最in!》（日語：20代はイケイケ!）是日本歌手宇多田光的影音作品，於2003年3月29日以DVD版本發行。

## 概述
- 本作收錄宇多田光於20歲生日當天舉行超過100萬點閱的網上直播情況，包括互動對話、現場演唱等片段。

## 收錄曲目
1. COLORS
2. 少年時代 (單曲)
井上陽水的翻唱曲目
3. Simple And Clean